# Afars
Pour les articles homonymes, voir Afar.
Les Afars (en arabe : عفر) / (ge'ez: አፋር) sont des habitants de la Corne de l'Afrique. Ils représenteraient 5 800 000 personnes, dont 4 800 000 en Éthiopie, 445 000 en Érythrée (y compris 140 000 Saho) et 498 300 à Djibouti. Ils sont majoritairement de confession islamique sunnite. Leur langue, l'afar, est rattachée au groupe des langues couchitiques orientales.
Les continuités humaines et linguistiques entre les périodes pré-islamiques et l'époque contemporaine ne sont pas établies, même si elles sont possibles. Les Afars sont appelés Adal (ge'ez: ኣዳል) en Éthiopie, reprenant le nom d'une entité politique du XVIe siècle (Adal), et Dankali (arabe : دنكل) en arabe (Danakil au pluriel), peut-être par extension du nom d'un groupe nordiste, sans que les continuités historiques ne  soient non plus fermement établies. De même, les solutions de continuité entre les Afars et d'autres ensembles dit « couchitiques » de la région (Bejas, Issas, Saho, Oromos…), ne sont pas franches. Des groupes se sont certainement agglutinés, d'autres se sont séparés, absorbés par d'autres identités en fonction des évolutions politiques et territoriales.

## Ethnonyme
Le terme « Afar » ne possède pas de signification claire dans leur langue. Une première mention possible du mot, sous la forme « Afara », apparaît sur une carte datée de 1522. Le nom Afar n’a pas d’étymologie claire. D'autres noms sont utilisés tels que Danakil (en arabe), désignant surtout les Afar du nord ou encore Adal (en amharique), utilisé pour les Afar du sud. Des confusions historiques ont pu avoir lieu avec d’autres ethnies, notamment dans les sources arabes et européennes.

## Histoire

### Origines
Selon certaines théories, les Afars seraient présents et identifiés dans la Corne de l'Afrique depuis plusieurs milliers d'années avant notre ère. Cependant les continuités ne sont pas établies et les premières mentions connues remontent au plus au XIIIe siècle, si l'on accepte une continuité entre Adal et Afar. Les «sultanats» de Tadjoura et Rehayto auraient été créés au XVe siècle, plus probablement au XVIe siècle.
Selon des analyses linguistiques, les Afars et les Saho seraient les premiers peuples répertoriés dans cette corne d'Afrique. On retrouve des os et des traces des peuples préhistoriques dans la région Afare. Leur langue forme un ensemble distinct au sein des Couchites orientaux qui s'est ensuite scindé. Les Afars sont décrits par Hérodote comme étant des troglodytes éthiopiens vivant le long de la
Mer rouge et que les garamantes chassaient. Les troglodytes vivent dans des cavernes, le mot « Afar » a sans doute une origine berbère, car ce mot signifie « habitant des grottes » ce qui traduit bien l’habitat troglodytes que leur prête Hérodote. Ce mot n’étant pas attesté en langue afar (se désignant par le terme « Adal ») D’après certaines théories sur l’étymologie de ce mot. Ce nom a pu être donné par les berbères garamantes qui les ont nommés ainsi à cause de leur habitat troglodytes.
Des traditions afares intègrent la conversion à l'Islam, à partir du VIIIe siècle. Par exemple, des généalogies font remonter les lignages à des ancêtres venus d'Arabie. Des mélanges et circulations entre les deux rives de la mer Rouge et à l'intérieur de la Corne sont certains même si l'on n'est pas capable de les préciser.

### Période historique
Selon certains auteurs, au début du XVIe siècle, sous le nom d'« Adal », des Afars auraient fait partie des troupes qualifiées de musulmanes dirigées par Ahmed Ibn Ibrahim Al-Ghazi qui affrontent l'Abyssinie chrétienne. Mais pour Amélie Chekroun, « aucune source de l’époque ne mentionne la présence des Afar, nommés “Dankali” dans la littérature, dans cette zone de la Corne de l’Afrique ».
Malgré la pression des peuples voisins (Oromos et Somalis en particulier), les Afars étendent leur territoire vers le sud à la fin du XVIIIe siècle. À partir des années 1840, certains aident les Européens en assurant, moyennant finance, la sécurité des caravanes occidentales qui circulent entre le littoral méridional de la mer Rouge et l'Éthiopie centrale. Mais le contrôle du territoire leur échappe peu à peu à partir de 1885 avec les avancées de l'Éthiopie de Ménélik II, reconnue comme un État souverain après Adwa. Les côtes de la mer Rouge sont alors partagées entre des puissances européennes : l'Angleterre forme le Somaliland avec Zeila et Berbera, l'Italie l'Erythrée avec Assab et Massaoua, et la France la Côte française des Somalis à Djibouti.
Des frontières nationales sont tracées entre 1891 et 1955. Les Afars voient alors leurs zones de pâturage partagées entre plusieurs entités nationales. L'accession à l'indépendance de l'Érythrée en 1993 ajoute une troisième souveraineté sur les territoires afars.

## Société

### Organisation politique et sociale
Le territoire afar est structuré en unités territoriales et politiques appelées bàc[ó], souvent traduites par « sultanats », dirigées par des chefs dont les titres varient selon les régions : amóyta (Awsa), darddr (Tagura et Rahayta), ou redantu (au nord). Chaque bàc[ó] se divise en i/zwrri (groupes territoriaux), eux-mêmes composés de clans patrilinéaires appelés kedó (ou kidó au nord).
L’organisation foncière repose sur la propriété collective (wanó), avec des accords de location temporaire (Tsó). La constitution éthiopienne de 1995 a reconnu une région fédérale Afar.
La justice traditionnelle repose sur le madcd’a, droit coutumier complémentaire au droit islamique savia (rite chaféite). L’identité afar, définie par l’afarré-m – « ce que tous les Afars partagent » – implique des devoirs de solidarité, d’hospitalité et de loyauté. La responsabilité pénale est collective au niveau du clan. Des mécanismes de compensation et de vengeance tribale régulent les conflits.

### Vie sociale et culture
L’habitat traditionnel, le daboyta, est une tente en fibres de palmier (Hyphaene thebaica) appartenant à la femme. Le mode de vie repose principalement sur l’élevage (lait, viande), la pêche sur la côte, et l’agriculture dans certaines zones comme Awsa, grâce à l’irrigation introduite dès le XIIIe siècle par les groupes Haràlla. Le sorgho (durrah) est échangé sur les marchés contre des peaux et du bétail.
Les relations de parenté sont de type classificatoire. Le mariage suit une exogamie limitée, avec une préférence pour l’union avec un cousin croisé (absuma). Les mariages non conformes peuvent entraîner des vendettas. L’excision et l’infibulation sont des pratiques généralisées.
La société est régie par des groupes d’âge (fima) jouant un rôle en matière de solidarité et de contrôle social.

## Commerce
Le sel qui provient du lac Assal, à Djibouti, est récolté lorsqu'il est tout à fait sec. Il faut d'abord soulever la croûte superficielle à l'aide de longues perches, puis la casser à la hache pour découper des plaques d'environ quarante centimètres d'épaisseur (amoles). Elles sont ensuite chargées sur des dromadaires ; le sel est alors transporté en Éthiopie où il est vendu.
D'autres lacs salés existent dans la région éthiopienne de l'Afar, et permettent production et commercialisation de sel : lac Afrera, lac Karoum.

## Langue
La langue afar (cafar-af) appartient au sous-groupe des langues couchitiques orientales basses. Proche du saho, elle présente deux grands dialectes (nord et sud) différenciés par des traits phonétiques tels que la conservation ou l’élision de voyelles. Le système phonologique est riche, avec des consonnes pharyngales et rétroflexes, notées de manière particulière dans l’orthographe latine mise en place en 1976.
La syntaxe suit un ordre Sujet-Objet-Verbe typique des langues couchitiques. Les pronoms indépendants sont : anù (je), atu (tu), usuk (il), is (elle), nanu (nous), isin (vous), ùsun/óson (ils). Le système verbal conserve un ancien paradigme de conjugaison à préfixes.

## Culture
La littérature afar est essentiellement orale. La poésie traditionnelle (gad) est publique et chantée, tandis que les récits (missila) sont racontés en privé. Le gadabé (poète) compose à partir de fragments chantés, sans vers fixes. Les styles musicaux et les rythmes varient selon les régions. Il existe plusieurs genres traditionnels. Les chants religieux masculins  sont le mablud, nabi sàré, awliyà-s sàré et la doca. Les chants religieux féminins sont le bigìké et le hèbal. Les chants profanes masculins sont le bórra, hiyyólé, hàrummé (mariages) ; ddbal, tirtird, gerar (chants de guerre) ; fddimd-s sàré, dacar sàré, gali sàré, labi sàré, waddr sàré, faràs sàré, mareytd-s sàré (louanges) ; kdssow (soir) ; adal (prophéties) ; kàlib gdhsa (initiation guerrière).

## Personnalités afares
- Abdallah Lee, chanteur (1963-2007)
- Ahmed Ali Silay (1954-2019), homme politique djiboutien, ministre de la coopération de Djibouti
- Ahmed Dini (1932-2004), homme politique djiboutien
- Ali Aref Bourhan (1934-), homme politique djiboutien, vice-président du Conseil de gouvernement de la Côte française des Somalis (1960-1966)
- Ali Guelleh Aboubaker (1959-2020), homme politique djiboutien, membre fondateur du FRUD et ancien ministre auprès de la présidence de Djibouti
- Ali Mirah Hanfare (1944-2011), sultan d'Awsa
- Barkat Gourad Hamadou (1930-2018), homme politique djiboutien, Premier ministre de Djibouti (1978-2001)
- Dileita Mohamed Dileita, homme politique djiboutien, Premier ministre de Djibouti (2001-2013), Actuellement Président de l'Assemblée nationale (2023-)
- Moussa Mohamed Ahmed (1963-), Homme politique Djiboutien ,Ambassadeur auprès de la ligue Arabe (Cairo 2002-2016), Ministre de l'habitat, de l'urbanisme et de l'environnement (2016-2019), Ministre de l'équipement et des transports (2019-2022) Ambassadeur de L' UAE (2022-).
- Mahamoud Ali Youssouf (1965-), homme politique djiboutien, ministre des Affaires étrangères de Djibouti
- Ougoureh Kifleh Ahmed  (1955-), homme politique djiboutien
- Aisha Mohammed Mussa, femme ministre de la Défense